# Saint-André, Pyrénées-Orientales
Saint-André (katalanska: Sant Andreu de Sureda) är en kommun i departementet Pyrénées-Orientales i regionen Occitanien i södra Frankrike. Kommunen ligger i kantonen Argelès-sur-Mer som tillhör arrondissementet Céret. År 2022 hade Saint-André 3 395 invånare.

## Befolkningsutveckling
Antalet invånare i kommunen Saint-André
| Referens: INSEE |